# Coris aygula
Coris aygula — риба з роду Райдужник родини Губаневих (Labridae). Інші назви «клоун», «горбань», «червонооката веселка».

## Опис
Загальна довжина сягає 120 см, зазвичай — 70 см. Голова помірно невелика. Лоб видається уперед наче гуля. Губи товсті. Зуби міцні, за формою нагадують гачки, трохи випирають вперед, розташовані нещільно. Тулуб високий, витягнутий, дещо стиснутий з боків. Спинний плавець невисокий, але довгий, складається з 12—13 м'яких променів і 9 шипів, значний анальний плавець — 12 і 3 відповідно. Хвостовий плавець у самиць трохи округлий; у самців — усічений і з ниткоподібними променями. Тазові плавці у самців дуже довгі.
Забарвлення темнозелене. синьо-зелене або сірувате, може мати 1-2 блідозелені смуги по середині тулуба. Плавці у дорослих особин одного кольору з тілом. Неповнолітні особини — білі або світлопомаранчеві з округлими темнопомаранчевими чи червонопомаранчевими плямами на спинному плавці, з невеликими чорними цятками на голові та передній частині тіла. Плавці у молоді чорні, спиний і анальний можуть бути з білими цятками.

## Спосіб життя
Воліє до коралових рифів, де віддає перевагу піщаним та дрібнокам'янистим ділянам на глибинах від 2 до 30 м. Активна вдень, вночі закопується у пісок. Живиться переважно безхребетними з твердою оболонкою, насамперед ракоподібними (бокоплавами, рівноногими, крабами), панцирними і черевоногими молюсками та морськими зірками й їжаками.
Одинак. Статева зрілість настає при розмірі 7-8 см. Є протогінним гермафродітом, тобто народжується самицею, а з початком шлюбного періоду і статевого дозрівання. Лише під час спарювання створює пари. Відкладає ікру.
Тривалість життя сягає 16 років.

## Розповсюдження
Поширена від Червоного моря та узбережжя Східної Африки до островів Лайн та атола Дюсі; від південного узбережжя Японії до острова Лорд-Гав біля Австралії і о.Рапа-Іті.

## Акваріумістика
Популярні серед тримачів риб. Переважно беруться неповнолітні особини. Просторові обмеження, накладені акваріумом, заважатимуть неповнолітнім перетворюватися на великих особин.
Потрібен великий акваріум. На дно вкласти шар піску завтовшки 5—10 см. Також повинно бути багато схованок і альпінарій. Температура води підтримуватиметься від 24 до 28 °C. Слід враховувати ненажерливий характер цієї риби. Годують дрібною рибою, яловичим серцем, пластівцями або таблетованою їжею.